# موريس كوهن
موريس كوهن (بالإنجليزية: Morris Cohen) هو مهندس أمريكي، ولد في 27 نوفمبر 1911 في تشيلسي في الولايات المتحدة، وتوفي في 27 مايو 2005.